# Marianne Bachmeier
Marianne Bachmeier (* 3. Juni 1950 in Sarstedt; † 17. September 1996 in Lübeck) erschoss im Jahr 1981 in einem Saal des Landgerichtes Lübeck den wegen Mordes an ihrer Tochter angeklagten Klaus Grabowski. Sie wurde wegen Totschlags und unerlaubten Waffenbesitzes zu einer Freiheitsstrafe von sechs Jahren verurteilt. Nach drei Jahren wurde sie vorzeitig entlassen und lebte in Nigeria sowie auf Sizilien. Die letzten Monate ihres Lebens verbrachte sie wieder in Deutschland.

## Leben

### Jugend und Familie
Marianne Bachmeier wuchs in Sarstedt bei Hildesheim auf, wohin ihre Eltern aus Ostpreußen geflüchtet waren. Später trennte sich das Ehepaar und die Mutter heiratete erneut.

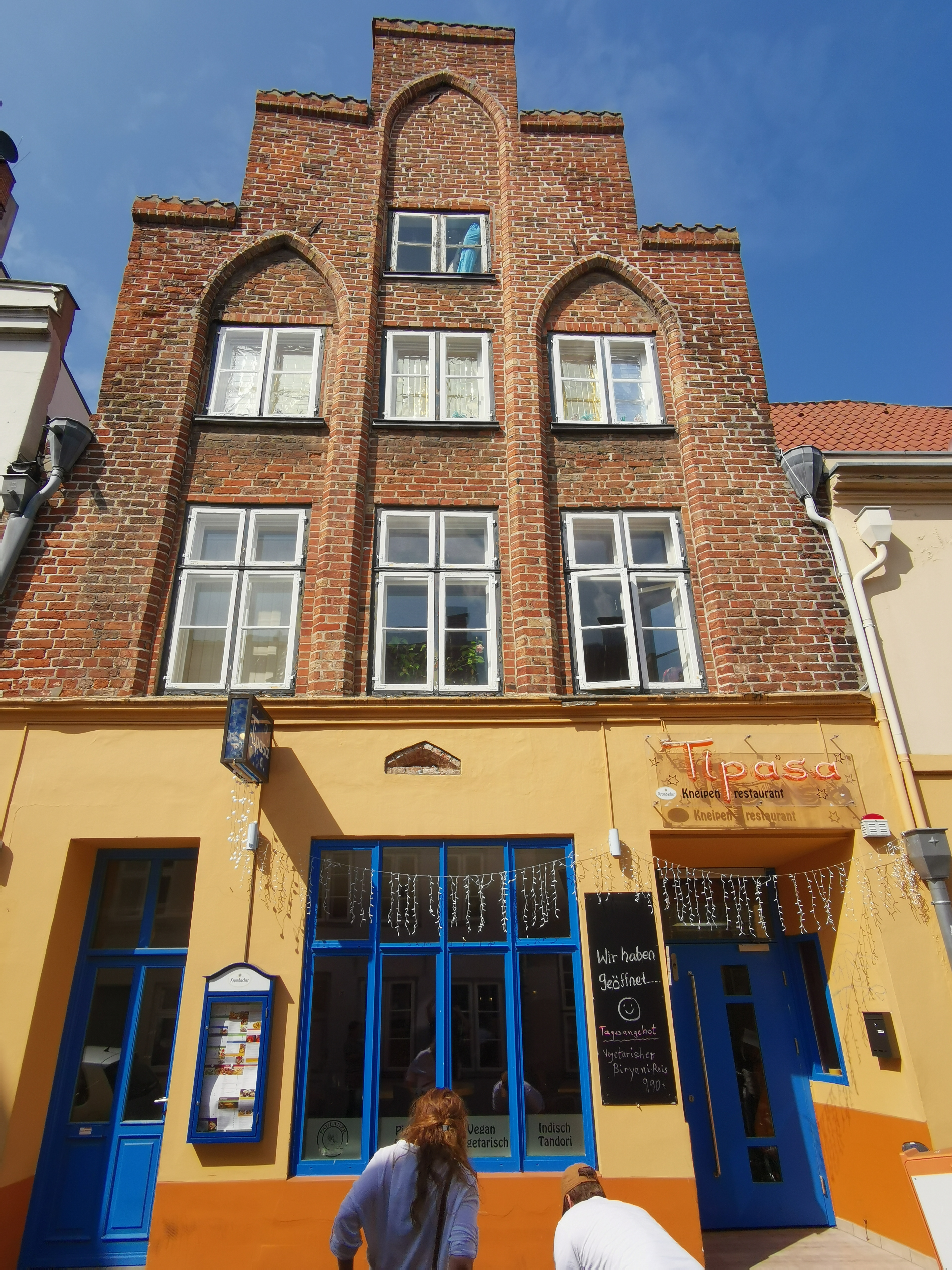
Von Bachmeier betriebene Kneipe Tipasa (2021)

Im Alter von 16 Jahren wurde Marianne Bachmeier Mutter und mit 18 Jahren wieder von ihrem damaligen Lebensgefährten schwanger. Kurz vor der Entbindung ihrer zweiten Tochter wurde sie vergewaltigt. Ihre ersten beiden Kinder gab sie jeweils kurz nach der Geburt zur Adoption frei. Im Jahr 1972 kam ihre dritte Tochter Anna zur Welt, die bei ihr aufwuchs. Marianne Bachmeier betrieb in Lübeck die Szene-Kneipe Tipasa.

### Ermordung der Tochter
Am 5. Mai 1980 ging die damals siebenjährige Anna Bachmeier mit Erlaubnis ihrer Mutter nicht zur Schule. Sie wollte eine gleichaltrige Freundin besuchen und fiel dabei dem 35-jährigen Fleischer Klaus Grabowski in die Hände. Er soll sie bei sich zu Hause mehrere Stunden festgehalten und anschließend mit einer Strumpfhose erdrosselt haben. Laut Staatsanwaltschaft habe er die gefesselte Leiche des Mädchens in einen Karton gepackt und am Ufer eines Kanals in einer Mulde abgelegt. Später soll er die Leiche in ein Loch gelegt und mit Erde bedeckt haben. Am Abend wurde er in der Gaststätte Im alten Zolln festgenommen, nachdem er sich seiner Freundin offenbart hatte, die daraufhin zur Polizei ging.
Grabowski war ein vorbestrafter Sexualstraftäter, der wegen sexuellen Missbrauchs zweier Mädchen verurteilt worden war. Während seiner Haft ließ er sich 1976 kastrieren, unterzog sich aber zwei Jahre später einer Hormonbehandlung. Marianne Bachmeier und Annas leiblicher Vater Christian Berthold erstatteten später erfolglos Strafanzeige gegen den Urologen, der die Hormonbehandlung bei Grabowski durchgeführt und somit ihrer Meinung nach dessen Gefährlichkeit wiederhergestellt hatte.
Bei der polizeilichen Vernehmung gestand Grabowski die Tötung des Mädchens, stritt aber einen sexuellen Missbrauch ab und behauptete, das Mädchen habe von ihm eine D-Mark erpressen wollen mit der Drohung, der Mutter zu erzählen, er habe es unsittlich berührt.

### Selbstjustiz im Gerichtssaal
Am 6. März 1981, dem dritten Verhandlungstag im Strafprozess gegen den wegen Mordes an ihrer Tochter Anna angeklagten Grabowski, schmuggelte Marianne Bachmeier eine Pistole des Typs Beretta 70s, Kaliber .22lr in den Gerichtssaal des Lübecker Landgerichts. Sie zielte mit der Waffe auf Grabowskis Rücken und drückte insgesamt achtmal ab. Sechs Schüsse davon waren tödlich; der 35-jährige Grabowski war sofort tot. Bachmeier ließ sich daraufhin widerstandslos festnehmen.
Der bislang aufsehenerregendste Fall von Selbstjustiz in der Bundesrepublik löste ein großes Medienecho aus und wurde in der Öffentlichkeit kontrovers diskutiert. Fernsehteams aus aller Welt reisten nach Lübeck, um über den Fall zu berichten. Reporter befragten auf der Straße zahlreiche Passanten. Ein Teil der Bevölkerung zeigte Verständnis für die Tat, andere verurteilten sie als mit der Rechtsstaatlichkeit unvereinbar. Marianne Bachmeier verkaufte ihre Lebensgeschichte exklusiv an das Nachrichtenmagazin Stern, für 100.000 D-Mark (250.000 nach anderen Quellen). Sie vertraute sich dem Stern-Reporter Heiko Gebhardt an, der sie während ihrer Untersuchungshaft besuchen durfte.
Kontrovers wurde auch ihre Rolle als Mutter diskutiert, da sie kurz vor Annas Tod beabsichtigt hatte, das Kind zu Pflegeeltern zu geben.

### Verurteilung wegen Totschlags
Am 2. November 1982 wurde Marianne Bachmeier vor der Schwurgerichtskammer des Landgerichts Lübeck wegen Mordes angeklagt. Die Staatsanwaltschaft ließ den Mordvorwurf gegen Bachmeier jedoch später fallen. Nach 28 Verhandlungstagen erging am 2. März 1983 das Urteil von sechs Jahren Haft wegen Totschlags und unerlaubten Waffenbesitzes. Vorsitzender Richter dieses Strafprozesses war Peter Bassenge. Nach Verbüßung von zwei Dritteln der Strafe (unter Anrechnung der Untersuchungshaft) wurde die Reststrafe 1985 zur Bewährung ausgesetzt.

### Umzug ins Ausland
Marianne Bachmeier heiratete 1985 und zog 1988 mit ihrem Ehemann, einem Lehrer, nach Lagos in Nigeria. Dort lebten sie in einem deutschen Camp, in dem ihr Ehemann an der deutschen Schule unterrichtete. Sie ließ sich 1990 von ihm scheiden und ging nach Sizilien. Nachdem sie Anfang Juni 1996 erfahren hatte, dass sie an Krebs erkrankt war, kehrte sie nach Deutschland zurück.

### Interviews
Im Jahr 1994, 13 Jahre nach ihrer Tat, gab sie ein Interview im Deutschlandfunk. Im selben Jahr erschien ihre Autobiografie im Schneekluth-Verlag.
Am 21. September 1995 trat sie in der Talkshow Fliege im Ersten auf. Sie gab zu, dass sie den mutmaßlichen Mörder ihrer Tochter nach reiflicher Überlegung erschossen habe, um Recht über ihn zu sprechen und ihn daran zu hindern, weiter Unwahrheiten über Anna zu verbreiten.

### Tod
Am 17. September 1996 starb Marianne Bachmeier im Alter von 46 Jahren an den Folgen von Bauchspeicheldrüsenkrebs in einem Lübecker Krankenhaus. Es war eigentlich ihr Wunsch gewesen, in ihrer Wahlheimat Palermo zu sterben. Vor ihrem Tod bat sie den NDR-Reporter Lukas Maria Böhmer, sie mit der Filmkamera auf ihrem letzten Lebensabschnitt zu begleiten.

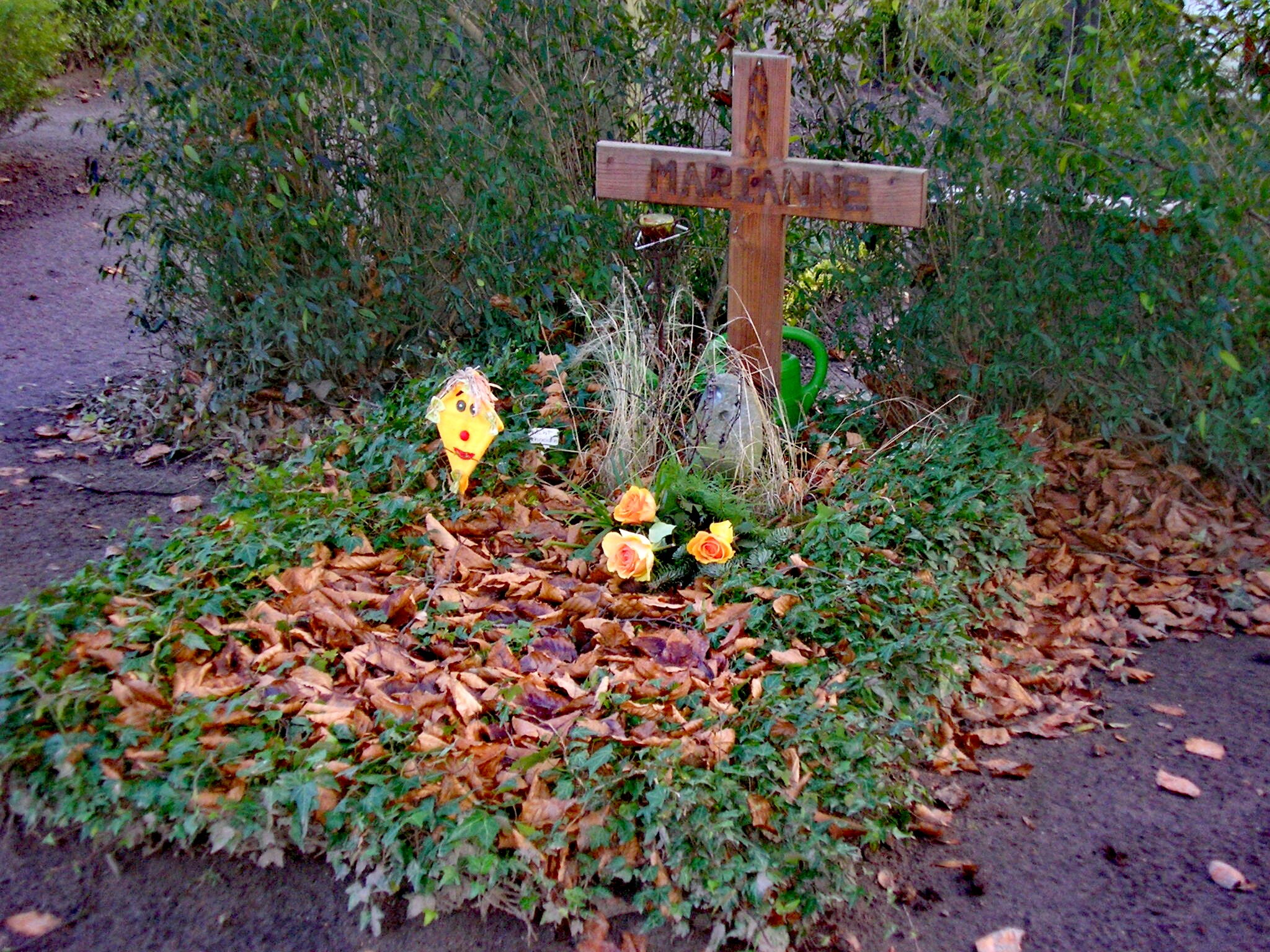
Das Grab von Marianne Bachmeier und ihrer Tochter Anna auf dem Lübecker Burgtorfriedhof (2008)

Auf dem Burgtorfriedhof in Lübeck wurde sie im Grab ihrer Tochter Anna beigesetzt. Um 2014 wurde das Grab eingeebnet, 2017 wurde es mit einer neuen Grabplatte versehen, die die Vornamen und Lebensdaten von Mutter und Tochter trägt.

## Autobiografie
- Palermo, amore mio. Schneekluth, München 1994, ISBN 3-7951-1357-1.
  - Taschenbuchausgabe: Lübbe, Bergisch Gladbach 1995, ISBN 3-404-12336-0.

## Verfilmungen
- 1984: Annas Mutter – Regie: Burkhard Driest (mit Gudrun Landgrebe)
- 1984: Der Fall Bachmeier – Keine Zeit für Tränen – Regie: Hark Bohm (mit Marie Colbin)
- 1996: Das langsame Sterben der Marianne Bachmeier – Regie: Lukas Maria Böhmer
- 2006: Dokumentarfilm: Die Rache der Marianne Bachmeier, in der ARD-Reihe Die großen Kriminalfälle (Staffel 5, Folge 28)
- 2016: Dokumentation: Wenn Frauen töten: Marianne Bachmeier, in der ZDF-Reihe Aufgeklärt – Spektakuläre Kriminalfälle
- 2021: Dokumentation: Das langsame Sterben der Marianne Bachmeier
- 2021: Dokumentation: Tödliche Schüsse im Gerichtssaal | Der Fall Marianne Bachmeier im YouTube-Kanal Der Fall